# Quadricalcarifera malayana
Quadricalcarifera malayana är en fjärilsart som beskrevs av Nakamura 1976. Quadricalcarifera malayana ingår i släktet Quadricalcarifera och familjen tandspinnare. Inga underarter finns listade.